# Prim, el asesinato de la calle del Turco
Prim, el asesinato de la calle del Turco es un telefilme español, estrenado por el primer canal de la emisora pública La 1 en diciembre de 2014. La serie se había estrenado en el Festival Internacional de Cine de San Sebastián el 25 de septiembre de ese mismo año.

## Argumento
La película recrea los acontecimientos que condujeron al asesinato de Juan Prim, a la sazón presidente del Consejo de Ministros de España en 1870. En la película se reflejan la convulsa atmósfera política vivida en los primeros años del llamado Sexenio Democrático, tras la Revolución de 1868 y coincidiendo con el advenimiento del rey Amadeo de Saboya. La función de narrador del telefilme es atribuida a quien entonces era periodista en el Madrid de la época, Benito Pérez Galdós.

## Reparto
- Francesc Orella ... Juan Prim
- Javier Godino ... Benito Pérez Galdós
- Pedro Casablanc ... Felipe de Solís y Campuzano
- Daniel Grao ... José María Pastor
- Víctor Clavijo ... José Paúl y Angulo
- Enrique Villén ... Coronel José Francisco Moya
- Javivi ... Antonio de Orleans
- Simón Andreu ... Francisco Serrano y Domínguez
- Manolo Solo ... Coronel Ángel González Nandín
- Yuriria del Valle ... Paca
- Pepe Lorente ... Bravo
- Itsaso Arana ... Josefa
- Secun de la Rosa ... Gaspar Ruiz
- Luis Bermejo ... Gobernador civil Ignacio Rojo Arias
- José Luis Alcobendas ... Felipe Ducazcal y Lasheras
- Alfonso Lara ... Montesinos
- Carmen Segarra ... Doña Encarna
- Jesús Noguero ... José López
- Paco Marín ... Sostrada
- Miguel Zúñiga ... Práxedes Mateo Sagasta

## Exteriores
Esta película fue rodada en Madrid, Alcalá de Henares y Aranjuez.

## Audiencias
La emisión alcanzó una cuota de pantalla del 13,2 %, equivalente a 2 491 000 espectadores.